# هالوك
الهالوك أو الجَعْفِيل أو السَبْع أو الحَامُول أو أسد العدس أو خانق الكرسنة أو شيطان البرسيم أو خبز الأرنب أو عشب الثيران[بحاجة لمصدر] (باللاتينية: Orobanche sp) نبات زهري طفيلي يتبع الفصيلة الجعفيلية أو الهالوكية (باللاتينية: Orobanchaceae) من رتبة (باللاتينية: Tubiflorales) ضمن ذوات الفلقتين. الاسم العلمي (باللاتينية: Orobanche) باليونانية يعني خانق الفصيلة الفراشية.
للهالوك أنواع كثيرة، معظمها معمرة، تتطفل خارجياً، وإجبارياً على المحاصيل الزراعية، وعلى كثير من الأعشاب التابعة لمختلف الفصائل النباتية وخاصة الفصيلة البقولية (مثل الفول) إضافة إلى محاصيل من فصائل أخرى مثل البندورة التي تتبع الفصيلة الباذنجانية.
أكثر أنواع الهالوك من الأعشاب الضارة غيرية التغذية (باللاتينية: Heterotrophes) كاملة التطفل (بالإنجليزية: Holoparasites)‏. وبالمقابل اعتبرت بعض أنواع الهالوك قديماً من النباتات الطبية التي تدخل في تركيب بعض الأدوية والعقاقير التي تستعمل من الداخل أو الخارج في معالجة بعض الأمراض.

## من أنواعهالواطنةفيالوطن العربي
1. هالوك أشعث الأزهار (باللاتينية: Orobanche hirtiflora) في بلاد الشام
2. هالوك حرموني (باللاتينية: Orobanche hermonis) في بلاد الشام
3. هالوك دانين (باللاتينية: Orobanche daninii) في بلاد الشام
4. هالوك شولتز (باللاتينية: Orobanche schultzii) في بلاد الشام
5. هالوك الشيح الحقلي (باللاتينية: Orobanche artemisiae-campestris) في بلاد الشام
6. هالوك صغير (باللاتينية: Orobanche minor) في بلاد الشام
7. هالوك ضرمي (باللاتينية: Orobanche lavandulacea) في بلاد الشام
8. هالوك الفول (باللاتينية: Orobanche crenata) في بلاد الشام
9. هالوك القتاد (باللاتينية: Orobanche astragali) في بلاد الشام
10. هالوك قزم (باللاتينية: Orobanche nana) في بلاد الشام
11. هالوك الكامبتوليبس (باللاتينية: Orobanche camptolepis) في بلاد الشام
12. هالوك متفرع (باللاتينية: Orobanche ramosa) في شمال أفريقيا
13. هالوك مسنن الكأس (باللاتينية: Orobanche serratocalyx) في بلاد الشام
14. هالوك مصري (باللاتينية: Orobanche aegyptiaca) في بلاد الشام وشمال أفريقيا
15. هالوك منحني (باللاتينية: Orobanche cernua) في بلاد الشام
16. هالوك أزغب (باللاتينية: Orobanche pubescens) في بلاد الشام
17. هالوك موتل (باللاتينية: Orobanche mutelii) في بلاد الشام
18. هالوك نتن (باللاتينية: Orobanche foetida) في المغرب العربي
19. هالوك فلسطيني (باللاتينية: Orobanche palaestina Reut) في بلاد الشام[12]

## البيئة ومناطق الانتشار والموسم
ينمو الهالوك طبيعياً في التربة المارنية والدبالية والطمية الخصبة الغنية خاصة: بالآزوت وحمض الفوسفوريك والبوتاس. ينتشر الهالوك تقريباً في جميع أنحاء العالم وخاصة في المنطقة المعتدلة لحوض البحر المتوسط: أوروبا (جنوب لبنان، غرب فرنسا.. الخ) شمال أفريقيا (مصر.. الخ)، غرب آسيا: لبنان، فلسطين، سوريا وفي العراق اذ ينتشر في المناطق الشمالية والوسطى منه أكثر من المناطق الجنوبية ويجد منه إحدى عشر نوعا مصنفا أهمها الهالوك المصري: حيث ينتشر في الحقول والمروج المروية، كما نعثر عليه في الحراج والحدائق، والأماكن غير المزروعة: كالجبال والهضاب الجافة المارنية، والسواحل الغربية الرملية للهالوك أنواع كثيرة معظمها معمرة بالدرنة، تمتد أطوارها الخضرية من الشهر الرابع حتى العاشر فالهالوك إذن عشب ربيعي صيفي.

## فوائد الهالوك
اعتبر الهالوك قديماً من النباتات الطبية المشهورة، واستعمل داخلياً أو خارجياً في معالجة بعض الأمراض، أما في عصرنا الحديث فقد قل استعماله فأصبح في عالم النسيان.
استخدم هالوك اللفت وجينستا (الوزان) Genista Juncea Scop. من الخارج كقابض في تضميد الجروح وفي معالجة البشرة المسامية أو المصابة بمرض التصدف.
أما الأنواع الأخرى من الهالوك المتطفلة على نباتات المراعي كالفصة والبرسيم، أو على بعض الأنواع البرية كالقنطريون Centauea Sp. وبقلة اللبن (خيثرة) Galium Verum L. والسعتر البري فقد نصح باستعمالها في معالجة الجروح الخارجية لأنها تلئمها بسرعة أما من الداخل فهي تستخدم كمهدئ وضد التشنج والإسهال.
هذا وتستعمل النموات الحديثة لهالوك بقلة اللبن أيضاً في التغذية بديلاً عن الهليون.

## وصف المرض
تنبت بذور الهالوك عند توفر الرطوبة مكونةً انبوبةً تلتصق بالجذور الثانوية للعائل ثم ترسل ممصات لداخل الجذر وتتعمق فيه حتى تصل إلى الأنابيب الوعائية فيتغدى وينمو ويكون شمراخاً زهرياً أو أكثر. تتفتح الأزهار - وهي ذات لون بنفسجي أو بني - وتنتج عدداً كبيراً من البذور.
تؤدي الإصابة بالهالوك إلى ضرر كبير بالمحاصيل، فتتقزم وتضعف وتصفر أوراقها. في حالة الإصابة الشديدة تموت الأوراق.

## مضار الهالوك
يعتبر الهالوك من النباتات الضارة بمحاصيلنا الزراعية الاقتصادية، ويمكن تلخيص أضراره بما يلي:
- مزاحمة الهالوك النباتات الاقتصادية على احتياجاتها الغذائية، وهو يتمتع بقدرة كبيرة من حيث شراهته لامتصاص الماء والغذاء، وذلك بواسطة ممصاته التي يرسلها في جذور عائله المفضل.
- إن انتشار الهالوك بكثرة بين محاصيلنا الاقتصادية من العوامل المساعدة على إصابتها ببعض الأمراض النباتية والحشرات، نتيجة إضعافه لنباتات المحصول.
- يؤثر الهالوك على المواصفات الكمية والنوعية للمحاصيل الاقتصادية فيقلل من إنتاجها النهائي وبالتالي ينخفض مردود الدونم كما في نباتات المراعي، كما يسيء إلى مواصفاتها النوعية كما هو الحال في المحاصيل الحبية: كصغر الحبة، أو عدم نضجها أو عقم بعض الأزهار...الخ.
- يحتاج الحقل الموبوء بالهالوك لمرات عديدة من الفلاحات السطحية والعميقة لاستئصاله من أصوله، وذلك قبل موسم التبذير، هذا فضلاً عن عملية تنقية البذار. كل هذا يتطلب الكثير من الأيدي العاملة والجهد والوقت وبالتالي زيادة النفقات.

ويمكن القول أن الهالوك في كل الأحوال يعمل على قلة الإنتاج وقلة هذا الإنتاج كخسارة ملحوظة. وإجهاد الأرض وإفقارها كخسارة غير ملحوظة، وبذلك يضعف مفعول القاعدة العامة في الاقتصاد الزراعي والتي تقول «الحصول على أكبر ربح ممكن وبأقل التكاليف مع المحافظة على خصوبة التربة».

## المكافحة الحيوية
هناك نوع من الحشرات (باللاتينية: Phytomyza orobanchiae) يتطفل على نبات الهالوك. يمكن أيضًا استخدام النباتات الصائدة (تساعد على إنبات بذور الهالوك ولا تصاب به) أو تلك التي تعرف بالقابضة (بالإنجليزية: Catch crops)‏ (وهي نباتات تصاب ولكنها بالمقابل ذات أهمية اقتصادية قليلة).
ومن الأعداء الطبيعية الأخرى التي تهاجم الهالوك الفطريات مثل النوع (باللاتينية: Fusarium orobanche) والنوع (باللاتينية: Phytophthora nicotianae) والنوع (باللاتينية: Macrophomina phasedina)، كما أن للديدان الخيطية دور في خفض نسبة الأصابة بالهالوك.

## المكافحة الكيميائية
المكافحة الكيماوية لهذا الطفيل لم يثبت نجاحها بعد ولا زالت مستمرة وقد أجريت تجارب على مكافحة هالوك الفول Orobanche Crenuta Forsk باستخدام مبيد الأعشاب Glyphosate وذلك برشه بعد الإنبات بجرعات منخفضة جداً وكانت نتائجها مرضية.
بعض المبيدات:
Glyphosate, Tillarn, Eptum, Ses on, Azak
ويمكن القضاء على نبات الهالوك عند رشه مباشرة بمادة الكاز بواسطة بخاخ مع الحفاظ على عدم ملامسة هذه المادة للمحصول الرئيسي وذلك بوضع حاجز بين نبات الهالوك ونبات المحصول الرئيسي.